# 歡喜看未來
歡喜看未來，為陳水扁和呂秀蓮於競選2000年中華民國總統與副總統選舉推出的競選CD專輯，《歡喜看未來》專輯的第一首歌同樣命名為歡喜看未來。該曲由張弘毅譜曲；范可欽、羅文嘉、謝志偉作詞。歡喜看未來專輯的主旋律圍繞著「台灣站實在，歡喜看未來」、「快樂希望」和「有夢最美、希望相隨」等信念、普世價值。
歡喜看未來主唱為時任東吳大學外語學院院長謝志偉，他以RAP的形式演唱此曲，唱出了這首歌的歌詞中許多時下台灣人對當時一些不公不義社會現象的憂慮。
歡喜看未來專輯收錄了陳水扁和呂秀蓮於競選2000年中華民國總統與副總統選舉推出的台語主打歌《少年台灣》以及陳水扁歷年來參選台北市長所發表的競選歌曲及純音樂版。
專輯中多首歌曲在陳水扁首次競選總統期間在各大造勢活動與媒體上頻繁放送。專輯中一曲《幸福進行曲》的主旋律為「再度延續希望與夢想的力量」，2000年總統選舉選前之夜，許多人流著淚唱著這首歌。陳水扁在選前之夜的致詞在《幸福進行曲》的伴隨下，讓許多人屢屢為他歡呼。
專輯也收錄了陳水扁於1994年競選台北市長的歌曲。由路寒袖作詞、詹宏達作曲、主唱、主唱的台語歌曲《春天的花蕊》和《台北新故鄉》。標榜「一步一腳印、牽手出頭天，快樂、希望 陳水扁」、「新一代的台北人，夢已經震動、奮鬥毋通放」。
簡言之，這張專輯收錄的許多歌曲都在1990-2000年間引起巨大回響，感動許多人，被認為是幫助陳水扁勝選的因素之一。

## 來源
- 〈邁向一個民眾觀點的民眾音樂研究：國家族想像、城鄉意涵、日常生活以《歡喜看未來》2000年陳水扁總統競選歌曲專輯為例〉》，《文化三角月報》，第13期。臺北：中華民國文化研究學會。
- 宋梓菱. . Airiti Library華藝線上圖書館. 2013-10-16  [2018-05-17]. （原始内容存档于2019-06-09） （中文）.

1. ↑  . MOJIM. 2017-03-29  [2018-05-17]. （原始内容存档于2019-06-09） （中文）.
2. 1 2 3 4 5  . 加點音樂誌. 2016-05-24  [2018-05-17]. （原始内容存档于2021-01-21） （中文）.
3. 1 2  路寒袖. . MOJIM. 2017-03-29  [2018-05-17]. （原始内容存档于2019-06-14） （中文）.
4. ↑  . 高雄市政府文化局-全球資訊網. 2005-07-18  [2018-05-17]. （原始内容存档于2019-06-05） （中文）.
5. 1 2 3 4  陳敏郎. . 今周刊. 2000-04-13  [2018-05-17]. （原始内容存档于2019-06-09） （中文）.
6. ↑  . YouTube. 2018-04-12  [2018-05-17]. （原始内容存档于2020-08-21）.
7. 1 2  Jesse. . The News Lens 關鍵評論網. 2015-12-27  [2018-05-17]. （原始内容存档于2019-06-13） （中文）.

## 外部連結
- YouTube上的《歡喜看未來》
- YouTube上的《少年台灣》
- YouTube上的《台北春天新故鄉》
- YouTube上的《春天的花蕊》
- YouTube上的《有夢最美（快樂、希望、陳水扁）》
- YouTube上的《幸福進行曲》